# Заруцкий, Захарий Мартынович
Захарий (Захарьяш) Мартынович Заруцкий (пол. Zachariasz Zarucki) — атаман запорожских казаков на службе Речи Посполитой. Родной брат известного деятеля Смутного времени Ивана Заруцкого. Предводитель большого запорожского отряда, совершившего в 1614—1615 годах разорительный рейд по территории России.
Весной 1614 года нёс службу под началом Александра Лисовского, участвуя в обороне Смоленска, затем отделился от него, попытавшись прийти на помощь брату, но опоздал, поскольку Иван Заруцкий был захвачен в Астрахани и посажен на кол в Москве. В августе Захарий вместе с полковником Яцким м попытался взять крепость Белую, но не имел успеха. В дальнейшем он разорял окрестности Осташкова и Торопца. 15 декабря появился под Устюжной, предприняв безуспешную попытку штурма. Вдоль Мологи и Шексны дошёл до Волги, разоряя деревни и убивая крестьян. Внезапным нападением взял и сжёг Юрьевец.
Против отряда Захария Заруцкого был послан воевода Борис Лыков-Оболенский, который настиг его под Балахной 4 января 1615 года и нанёс ему поражение, захватив походный обоз с награбленным имуществом. Многих захваченных в плен казаков Лыков-Оболенский повесил. Самому Заруцкому удалось спастись. С остатками своего отряда он вернулся в Речь Посполитую, попытавшись напоследок захватить Карачев. Хотя в отряд Заруцкого влилось какое-то количество русских казаков, в целом его роль и связь с казацким движением 1614—1615 годов (атамана Баловня и других) не оценивается как значительная.
Впоследствии был помещиком в Смоленском воеводстве. Участвовал на стороне поляков в обороне Смоленска 1632—1633 годов и осаде крепости Белой 1634 года.